# Церковь Святого Влаха
Церковь Святого Вла́ха (хорв. Crkva sv. Vlaha) — католический храм в Дубровнике, Хорватия. Расположен в центральной части города на площади Ложа.
Построен в начале XVIII века на месте старой романской церкви, которая пережила сильное землетрясение 1667 года, но сгорела в 1706 году. Новое здание возводилось в период с 1706 по 1715 год по проекту венецианского архитектора Марина Гропеллиа. Храм получил богато украшенный фасад с порталом в стиле барокко, а также широкую лестницу. Кроме того, на крыше сооружён большой купол.
На главном алтаре церкви стоит позолоченная статуя Святого Власия из серебра, работы местных мастеров XV века. В руках святого находится модель города до землетрясения 1667 года.
В память Святого Власия в Дубровнике ежегодно проходят празднования.